# Totak
Totak is een meer in de Noorse gemeente Vinje, niet ver van het meer Møsvatnet in de provincie Telemark in het zuiden van Noorwegen.
Met een diepte van 306 meter is Totak het op negen na diepste meer van Noorwegen. Aan het meer ligt Rauland. De weg Riksveg 362 loopt langs het meer.